# Trąbki (Płoskinia)
Trąbki (deutsch Klein Tromp) ist ein Ort in der polnischen Woiwodschaft Ermland-Masuren. Er gehört zur Landgemeinde Płoskinia (Plaßwich) im Powiat Braniewski (Kreis Braunsberg).

## Geographische Lage
Trąbki liegt am Westufer des Passarge-Stausees (polnisch Jezioro Pierzchalskie) im Nordwesten der Woiwodschaft Ermland-Masuren, zwölf Kilometer südlich der Kreisstadt Braniewo (Braunsberg).

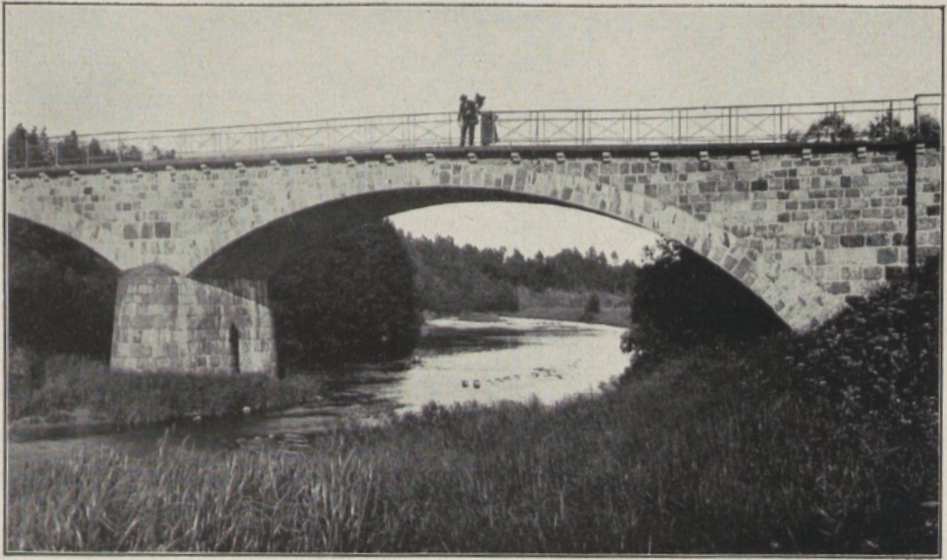
Passarge-Brücke bei Klein Tromp (1916)

## Geschichte
Das frühere Klein Tromp bestand aus einem kleinen Hof. Als Sitz einer Landgemeinde kam das Dorf 1874 zum neu errichteten Amtsbezirk Tromp (polnisch Trąby) im ostpreußischen Kreis Braunsberg, Regierungsbezirk Königsberg.
Am 6. Februar 1878 gab es einen Gebietsaustausch zwischen Klein Tromp und Groß Tromp (polnisch Trąby). 79 Einwohner zählte Klein Tromp mit dem Wohnplatz Schreite im Jahre 1910.
Die Exklave Schreite wurde am 17. Oktober 1928 aus der Landgemeinde Klein Tromp in die Landgemeinde Tiedmannsdorf (polnisch Chruściel) umgegliedert, während zum gleichen Tage die Landgemeinde Klein Tromp als solche nach Pettelkau (polnisch Pierzchały) eingemeindet wurde.
Als 1945 das gesamte südliche Ostpreußen in Kriegsfolge an Polen fiel, erhielt Klein Tromp die polnische Namensform „Trąbki“. Heute ist das Dorf eine Kolonia innerhalb der Gmina Płoskinia (Landgemeinde Plaßwich) im Powiat Braniewski, von 1975 bis 1998 der Woiwodschaft Elbląg, seither der Woiwodschaft Ermland-Masuren zugehörig.

## Religion
Seitens der römisch-katholischen Kirche war und ist Klein Tromp resp. Trąbki mit dem Wohnplatz Schreite in die Kirche Pierzchały (Pettelkau) im jetzigen Erzbistum Ermland eingepfarrt.
Bis 1945 gehörten Klein Tromp und Schreite außerdem zur evangelischen Kirche Braunsberg in der Kirchenprovinz Ostpreußen der Kirche der Altpreußischen Union, während Trąbki jetzt der Diözese Masuren der Evangelisch-Augsburgischen Kirche in Polen zugeordnet ist.

## Verkehr
Trąbki liegt an einer Nebenstraße, die bei Chruściel (Tiedmannsdorf) von der Woiwodschaftsstraße 506 abzweigt und über Dąbrowa (Schöndamerau) nach Czosnowo (Knobloch) führt. Chruściel ist die nächste Bahnstation und liegt an der Bahnstrecke Malbork–Braniewo – einem Teilstück der Preußischen Ostbahn.